# Geomys tropicalis
Geomys tropicalis е вид бозайник от семейство Гоферови (Geomyidae). Видът е критично застрашен от изчезване.

## Разпространение
Разпространен е в Мексико (Тамаулипас).